# Ткачов (Адигея)
Ткачов (рос. Ткачёв; адиг. Ткачев) — хутір Майкопського району Адигеї Росії. Входить до складу Красноульського сільського поселення.
Населення — 227 осіб (2015 рік).